# Ashley Magnus
Ashley Magnus a Sanctuary – Génrejtek című kanadai sci-fi-fantasy televíziós sorozat főszereplője az első tizenhat epizód során.
Ashley Dr. Helen Magnus és John Druitt lánya, abnormális képessége a teleportálás, melyet apjától örökölt. Képességét nem tudta használni egészen addig, míg a Szövetség drogokkal kevert vámpír vért nem fecskendezett szervezetébe.

## Korai évek
Ashley az 1880-as évek közepén fogant meg, éppen azután, hogy szülei kapcsolata véget ért. Anyja, Dr. Helen Magnus több mint egy évszázadon át lefagyasztva tartotta az embriót, míg nem bírta tovább a magányt, és Druittról is úgy vélte, örökre eltűnt. Ashley megszületését követően Helen nem árulta el neki apja kilétét, abban a hitben tartotta, hogy meghalt.

## Menedék
Ashley a teleportálás képessége mellett apja gyilkos ösztöneit és rossz modorát is örökölte. Azonban mindezt kárpótolja a harcok során bizonyított ügyessége. Ashley profi „szörnyvadásszá” vált, jártas a fegyverek és technológia terén. Kapcsolata anyjával nagyon közelinek mondható. Az abnormális lényekkel szemben érzett természetes bizalmatlansága sajátos egyensúlyban van Helen óhajával, hogy megvédje azokat. Mindamellett nem habozik elpusztítani bármilyen módszer alkalmazásával azokat, melyek ellenségesnek bizonyulnak. Nem sokkal Druitt újbóli feltűnése után Ashley vele tart, hogy anyját megmentsék Nikola Teslától, aki szintén az Ötök tagja. Ashley ekkortájt gyanakodott már Druitt és anyja múltbéli kapcsolatáról, ám végül bizonyossá vált számára, hogy Druitt az apja. A lány elfogadta a tényt, ám fájt neki, hogy nem anyja volt az, aki mindezt elmondta.

### Változás
Az első évad befejező epizódjában Ashley és Henry Foss a Cabal fogságába esett, akik az egész földi civilizációt fenyegették a Lazarus vírus elterjesztésével. Ashley megpróbálta ellopni a vírus adatait, hogy ellenszert készíthessenek. Dana Whitcomb, a Cabal vezetője kábítószerekkel telepumpálva a maga oldalára állította a lányt, ami által ő szülei és barátai ellen fordult, és ellopta az ősi vámpír vért, melyet a Menedék csapata nagy nehézségek árán szerzett meg korábban. Az ősi vér és az Ötök tagjaitól származó DNS segítségével a Szövetség egy gyilkológéppé változtatta Ashleyt, aki ezzel már a szuper erő, a teleportálás és a gyors regenerálódás képességét is magáénak tudhatta. Az új Ashley feladata hozzá hasonló társaival együtt a teljes Menedék-hálózat felszámolása, a világ összes Menedékének elpusztítása volt. Henry és Tesla egy olyan fegyver létrehozásán dolgozott, mely hatástalaníthatja az új szuperképességű abnormális csapatot anélkül, hogy megölné őket. A fegyver ekkor csak lelassította őket egy rövid időre, így Dr. Magnus utasította Teslát, hogy Ashley vérmintáját felhasználva ezúttal halálos fegyvert készítsen. A végső pillanatban Helen képtelen volt lányára lőni, azonban Ashley Kate Freelander robbanó lövedékének hatására újra régi önmaga lett. Az utolsó szuperkatonától ő védte meg anyját azzal, hogy az ellenséggel együtt elteleportált, ami azonban az újraindított elektromágneses pajzs (EM pajzs) miatt halálos, molekuláikra bontja a teleportálókat.
A 2. évad Dicshimnusz című epizódjában Dr. Magnus és Will több lehetőséget is megpróbálnak, mert Helen úgy véli, Ashley életben maradhatott az EM pajzs ellenére is; akár a Menedék falain kívül, akár azon belül is kiköthetett valahol. A sikertelen kísérletek után az epizód a lány gyászszertartásával zárul.

## Érdekesség
Ashley Magnus szerepelt a Sanctuary – Génrejtek valamennyi webepizódjaiban, illetve a sorozat első tizenhat részében. Azért ölték meg a készítők, mert az őt alakító színész, Emilie Ullerup elhagyta a sorozatot, hogy a Smallville című sorozatban vállaljon szerepet. Ezzel ellentétben egy interjúban Emilie Ullerup azt mondja, nem tudja, miért írták ki a sorozatból, de úgy véli, a producerek talán nem tartották eléggé népszerűnek a szereplőt. A sorozat 3. évadjában még lesz visszatérő szerepe.